# Hornstein-Knickenberg-Syndrom

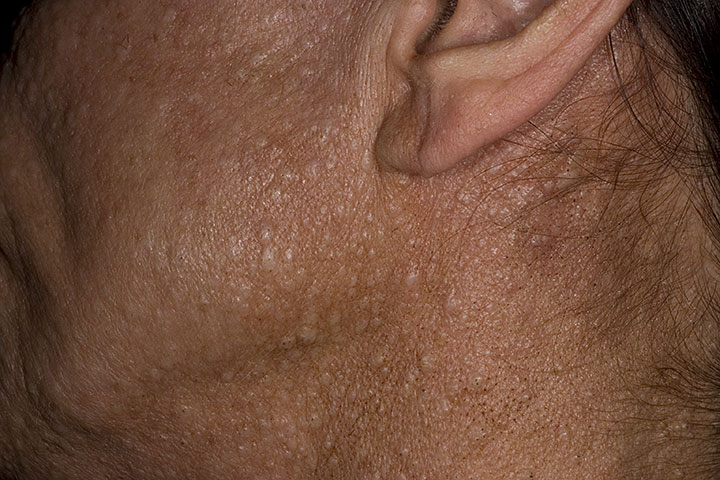
Hornstein-Knickenberg-Syndrom

Das Hornstein-Knickenberg-Syndrom ist eine sehr seltene Erbkrankheit mit autosomal-dominanter Vererbung, die durch eine Mutation im FLCN Gen verursacht wird, das für Folliculin kodiert. Hauptmerkmale sind Hautveränderungen, Nierentumoren und Lungenzysten, mitunter auch zusammen mit einem Pneumothorax.
Synonyme sind: Birt-Hogg-Dubé-Syndrom, Fibrofollikulome mit Trichodiskome und Akrochordone

## Verbreitung
Die Häufigkeit wird auf 1 bis 9 auf 1.000.000 geschätzt, bislang wurde über mehr als 100 Betroffene berichtet. Die Vererbung erfolgt autosomal-dominant.

## Ursache
Der Erkrankung liegen Mutationen im FLCN-Gen auf Chromosom 17 Genort p11.2 zugrunde.
Mutationen in diesem Gen finden sich auch bei somatischen Formen des Kolorektalen Karzinoms, beim familiären Spontanpneumothorax und bei erblichen Formen des Nierenzellkarzinoms.

## Klinische Erscheinungen
Die Krankheit wird meist erst bei älteren Erwachsenen klinisch auffällig.
Die Erkrankung geht mit einem erhöhten Risiko für Nierenkrebs einher. Die für die Erkrankung charakteristische Kombination aus Hautveränderungen und Lungenzysten machen aus dem eigentlich seltenen Syndrom eine potentielle Blickdiagnose.
Bei den knotigen Hautveränderungen im Gesicht und an Hals und Körperstamm handelt es sich um Fibrofollikulome oder Trichodiskome. Die pulmonalen Zysten, die in der Computertomographie der Lungen sichtbar werden, finden sich vor allem basal sowie entlang des Mediastinums. Ihr Einreißen kann zu einem Pneumothorax führen. Patienten mit einem Hornstein-Knickenberg-Syndrom leiden unter einem generell hören Risiko für Nierentumoren, bei etwa 20 % der Betroffenen wird – meist um das 50. Lebensjahr – die Diagnose eines Nierenkrebs gestellt.

## Diagnose
Die Diagnose ergibt sich aus den klinischen Befunden und wird durch Gewebeuntersuchung bestätigt, auch durch den Nachweis der Genmutation.

## Geschichte
Erstmals beschrieben wurde das Krankheitsbild 1975 als Kombination fibromatöser Hautveränderungen und Dickdarmpolypen von Otto P. Hornstein und Monika Knickenberg an der Hautklinik des Universitätsklinikums Erlangen. Arthur R. Birt, Georgina R. Hogg und W. James Dubé stellten etwa zwei Jahre später ebenfalls einen Zusammenhang her zwischen Fibrofollikulomen und Tumoren solider Organe (diesmal in Form von Schilddrüsenkrebs). Das Syndrom wird daher international auch als Birt-Hogg-Dubé-Syndrom bezeichnet.